# The Old Globe

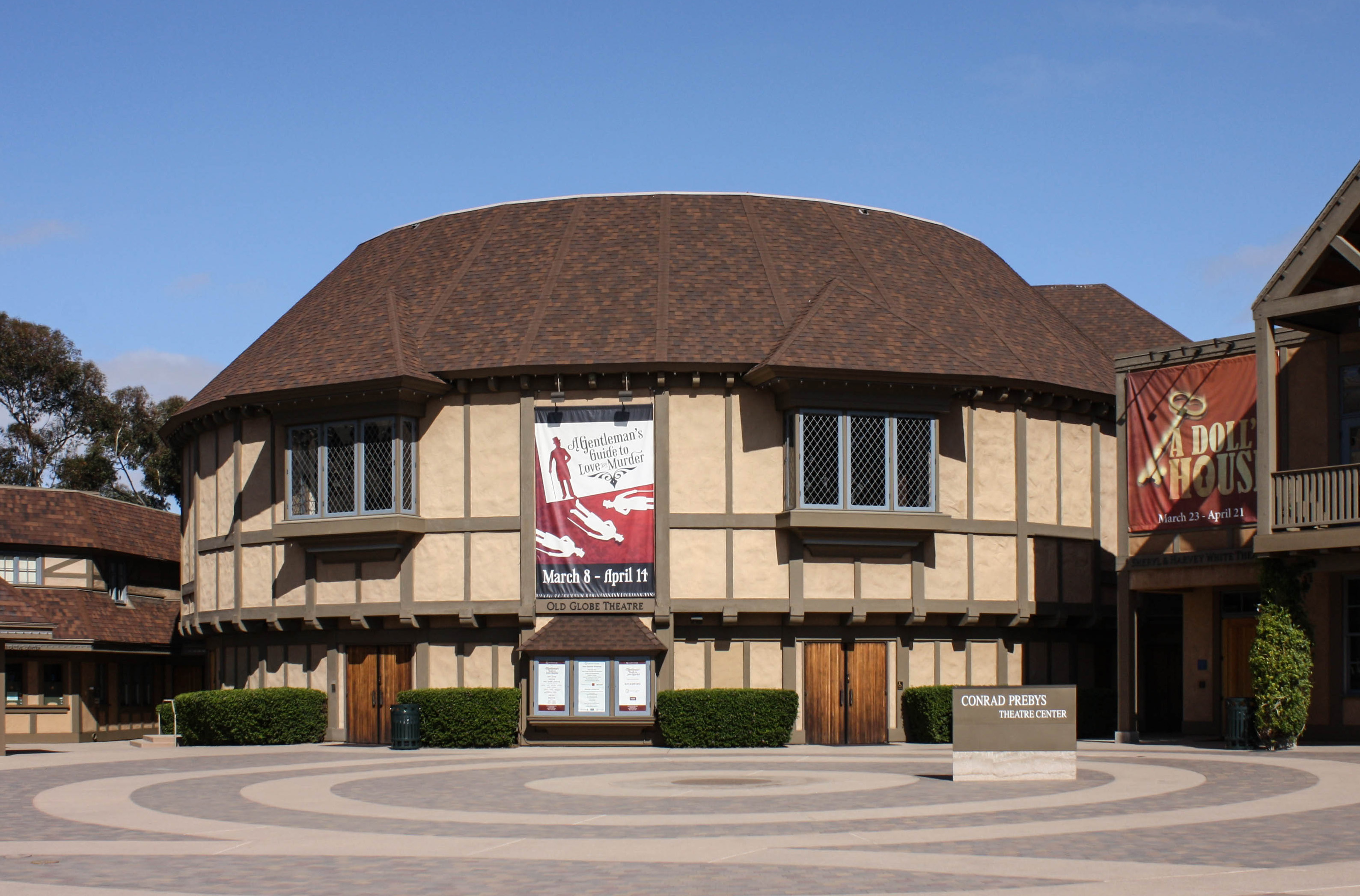
Old Globe Theatre in Balboa Park. Rechts bevindt zich het Sheryl and Harvey White Theatre.

The Old Globe is een professioneel theatergezelschap in de Amerikaanse stad San Diego (Californië). Het brengt elk jaar zo'n 15 toneelstukken in productie.
Het gezelschap treedt op in drie theaters in het stadspark Balboa Park:
- Old Globe Theatre, theater met 600 zitplaatsen, gebouwd in 1935 voor de California Pacific International Exposition naar een ontwerp van Richard Requa, gebaseerd op een kopie van het historische Globe Theatre in Londen
- Sheryl and Harvey White Theatre, arenatheater met 250 zitplaatsen
- Lowell Davies Festival Theatre, openluchttheater met 615 zitplaatsen.

Verschillende producties van The Old Globe zijn hervat op Broadway, waar ze samen 9 Tony Awards wonnen.
Elke zomer organiseert het gezelschap een Shakespearefestival in het Lowell Davies-theater.